# Schizotetranychus russeus
Schizotetranychus russeus är en spindeldjursart som beskrevs av Davis 1969. Schizotetranychus russeus ingår i släktet Schizotetranychus och familjen Tetranychidae. Inga underarter finns listade i Catalogue of Life.